# Campeonato Mundial de Hockey sobre Hielo Masculino de 2007
El LXXI Campeonato Mundial de Hockey sobre Hielo Masculino se celebró en Moscú (Rusia) entre el 27 de abril y el 13 de mayo de 2007 bajo la organización de la Federación Internacional de Hockey sobre Hielo (IIHF) y la Federación Rusa de Hockey sobre Hielo. 

## Sedes
| Grupo | Ciudad   | Instalación    | Capacidad |
| ----- | -------- | -------------- | --------- |
| A y D | Moscú    | Arena Khodinka | 14 000    |
| B y C | Mytischi | Arena Mytischi | 7000      |

## Grupos
| Grupo A | Grupo B         | Grupo C    | Grupo D   |
| ------- | --------------- | ---------- | --------- |
| Suecia  | República Checa | Canadá     | Finlandia |
| Suiza   | Estados Unidos  | Eslovaquia | Rusia     |
| Letonia | Bielorrusia     | Alemania   | Ucrania   |
| Italia  | Austria         | Noruega    | Dinamarca |

## Primera fase

### Grupo A
| Equipo  | J | G | E | P | GF | GC | DG  | PTS |
| ------- | - | - | - | - | -- | -- | --- | --- |
| Suecia  | 3 | 3 | 0 | 0 | 21 | 3  | +18 | 9   |
| Suiza   | 3 | 2 | 0 | 1 | 4  | 8  | -4  | 6   |
| Italia  | 3 | 1 | 0 | 2 | 6  | 12 | -6  | 3   |
| Letonia | 3 | 0 | 0 | 3 | 6  | 14 | -8  | 0   |

- Resultados

| Fecha | Hora² | Partido¹ | Partido¹ | Partido¹ | Resultado |
| ----- | ----- | -------- | -------- | -------- | --------- |
| 28.04 | 16:15 | Suiza    | -        | Letonia  | 2-1       |
| 28.04 | 20:15 | Suecia   | -        | Italia   | 7-1       |
| 30.04 | 16:15 | Suiza    | -        | Italia   | 2-1       |
| 30.04 | 20:15 | Letonia  | -        | Suecia   | 2-8       |
| 02.05 | 16:15 | Italia   | -        | Letonia  | 4-3       |
| 02.05 | 20:15 | Suecia   | -        | Suiza    | 6-0       |

- (¹) -  Todos en la Arena Khodinka
- (²) -  Hora local de Moscú (UTC+3)

### Grupo B
| Equipo          | J | G | E | P | GF | GC | DG  | PTS |
| --------------- | - | - | - | - | -- | -- | --- | --- |
| República Checa | 3 | 3 | 0 | 0 | 18 | 6  | +12 | 9   |
| Estados Unidos  | 3 | 2 | 0 | 1 | 14 | 7  | +7  | 6   |
| Bielorrusia     | 3 | 1 | 0 | 3 | 8  | 15 | -7  | 3   |
| Austria         | 3 | 0 | 0 | 3 | 5  | 17 | -12 | 0   |

- Resultados

| Fecha | Hora² | Partido¹        | Partido¹ | Partido¹        | Resultado |
| ----- | ----- | --------------- | -------- | --------------- | --------- |
| 27.04 | 16:15 | Estados Unidos  | -        | Austria         | 6-2       |
| 27.04 | 20:15 | Bielorrusia     | -        | República Checa | 2-8       |
| 29.04 | 16:15 | República Checa | -        | Austria         | 6-1       |
| 29.04 | 20:15 | Estados Unidos  | -        | Bielorrusia     | 5-1       |
| 01.05 | 16:15 | Austria         | -        | Bielorrusia     | 2-5       |
| 01.05 | 20:15 | República Checa | -        | Estados Unidos  | 4-3       |

- (¹) -  Todos en la Arena Mytischi
- (²) -  Hora local de Moscú (UTC+3)

### Grupo C
| Equipo     | J | G | E | P | GF | GC | DG | PTS |
| ---------- | - | - | - | - | -- | -- | -- | --- |
| Canadá     | 3 | 3 | 0 | 0 | 12 | 8  | +4 | 9   |
| Eslovaquia | 3 | 2 | 0 | 1 | 12 | 6  | +6 | 6   |
| Alemania   | 3 | 1 | 0 | 2 | 8  | 11 | -3 | 3   |
| Noruega    | 3 | 0 | 0 | 3 | 5  | 12 | -7 | 0   |

- Resultados

| Fecha | Hora² | Partido¹   | Partido¹ | Partido¹   | Resultado |
| ----- | ----- | ---------- | -------- | ---------- | --------- |
| 28.04 | 16:15 | Alemania   | -        | Canadá     | 2-3       |
| 28.04 | 20:15 | Eslovaquia | -        | Noruega    | 3-0       |
| 30.04 | 16:15 | Eslovaquia | -        | Alemania   | 5-1       |
| 30.04 | 20:15 | Canadá     | -        | Noruega    | 4-2       |
| 02.05 | 16:15 | Noruega    | -        | Alemania   | 3-5       |
| 02.05 | 20:15 | Canadá     | -        | Eslovaquia | 5-4       |

- (¹) -  Todos en la Arena Mytischi
- (²) -  Hora local de Moscú (UTC+3)

### Grupo D
| Equipo    | J | G | E | P | GF | GC | DG  | PTS |
| --------- | - | - | - | - | -- | -- | --- | --- |
| Rusia     | 3 | 3 | 0 | 0 | 22 | 6  | +16 | 9   |
| Finlandia | 3 | 2 | 0 | 1 | 15 | 7  | +8  | 6   |
| Dinamarca | 3 | 1 | 0 | 2 | 7  | 18 | -11 | 3   |
| Ucrania   | 3 | 0 | 0 | 3 | 4  | 17 | -13 | 0   |

- Resultados

| Fecha | Hora² | Partido¹  | Partido¹ | Partido¹  | Resultado |
| ----- | ----- | --------- | -------- | --------- | --------- |
| 27.04 | 17:15 | Ucrania   | -        | Finlandia | 0-5       |
| 27.04 | 21:15 | Rusia     | -        | Dinamarca | 9-1       |
| 29.04 | 16:15 | Finlandia | -        | Dinamarca | 6-2       |
| 29.04 | 20:15 | Rusia     | -        | Ucrania   | 8-1       |
| 01.05 | 16:15 | Dinamarca | -        | Ucrania   | 4-3       |
| 01.05 | 20:15 | Finlandia | -        | Rusia     | 4-5       |

- (¹) -  Todos en la Arena Khodinka
- (²) -  Hora local de Moscú (UTC+3)

## Segunda fase

### Grupo E
| Equipo    | J | G | E | P | GF | GC | DG  | PTS |
| --------- | - | - | - | - | -- | -- | --- | --- |
| Rusia     | 5 | 5 | 0 | 0 | 27 | 10 | +17 | 15  |
| Suecia    | 5 | 4 | 0 | 1 | 21 | 7  | +14 | 12  |
| Finlandia | 5 | 3 | 0 | 2 | 15 | 8  | +7  | 9   |
| Suiza     | 5 | 2 | 0 | 3 | 9  | 16 | -7  | 6   |
| Dinamarca | 5 | 1 | 0 | 4 | 11 | 26 | -15 | 3   |
| Italia    | 5 | 0 | 0 | 5 | 4  | 20 | -16 | 0   |

- Resultados

| Fecha | Hora² | Partido¹  | Partido¹ | Partido¹  | Resultado |
| ----- | ----- | --------- | -------- | --------- | --------- |
| 03.05 | 16:15 | Suiza     | -        | Finlandia | 0-2       |
| 03.05 | 20:15 | Dinamarca | -        | Suecia    | 2-5       |
| 04.05 | 20:15 | Rusia     | -        | Italia    | 3-0       |
| 05.05 | 16:15 | Suiza     | -        | Dinamarca | 4-1       |
| 05.05 | 20:15 | Finlandia | -        | Italia    | 3-0       |
| 06.05 | 16:15 | Rusia     | -        | Suiza     | 6-3       |
| 06.05 | 20:15 | Suecia    | -        | Finlandia | 1-0       |
| 07.05 | 16:15 | Italia    | -        | Dinamarca | 2-5       |
| 07.05 | 20:15 | Suecia    | -        | Rusia     | 2-4       |

- (¹) -  Todos en la Arena Khodinka
- (²) -  Hora local de Moscú (UTC+3)

### Grupo F
| Equipo          | J | G | E | P | GF | GC | DG  | PTS |
| --------------- | - | - | - | - | -- | -- | --- | --- |
| Canadá          | 5 | 4 | 0 | 1 | 24 | 15 | +9  | 12  |
| Estados Unidos  | 5 | 3 | 0 | 2 | 18 | 13 | +5  | 9   |
| Eslovaquia      | 5 | 3 | 0 | 2 | 18 | 15 | +3  | 9   |
| República Checa | 5 | 2 | 0 | 3 | 17 | 14 | +3  | 6   |
| Alemania        | 5 | 2 | 0 | 3 | 11 | 16 | -5  | 6   |
| Bielorrusia     | 5 | 0 | 0 | 5 | 14 | 29 | -15 | 0   |

- Resultados

| Fecha | Hora² | Partido¹        | Partido¹ | Partido¹        | Resultado |
| ----- | ----- | --------------- | -------- | --------------- | --------- |
| 03.05 | 16:15 | Estados Unidos  | -        | Eslovaquia      | 4-2       |
| 03.05 | 20:15 | Alemania        | -        | República Checa | 2-0       |
| 04.05 | 16:15 | Canadá          | -        | Bielorrusia     | 6-3       |
| 05.05 | 16:15 | Estados Unidos  | -        | Alemania        | 3-0       |
| 05.05 | 20:15 | República Checa | -        | Eslovaquia      | 2-3       |
| 06.05 | 16:15 | Eslovaquia      | -        | Bielorrusia     | 4-3       |
| 06.05 | 20:15 | República Checa | -        | Canadá          | 3-4       |
| 07.05 | 16:15 | Bielorrusia     | -        | Alemania        | 5-6       |
| 07.05 | 20:15 | Canadá          | -        | Estados Unidos  | 6-3       |

- (¹) -  Todos en la Arena Mytischi
- (²) -  Hora local de Moscú (UTC+3)

## Fase final

### Cuartos de final
| Fecha | Hora² | Partido¹       | Partido¹ | Partido¹        | Resultado |
| ----- | ----- | -------------- | -------- | --------------- | --------- |
| 09.05 | 16:15 | Rusia          | -        | República Checa | 4-0       |
| 09.05 | 20:15 | Suecia         | -        | Eslovaquia      | 7-4       |
| 10.05 | 16:15 | Canadá         | -        | Suiza           | 5-1       |
| 10.05 | 20:15 | Estados Unidos | -        | Finlandia       | 4-5       |

- (¹) -  Todos en la Arena Khodinka
- (²) -  Hora local de Moscú (UTC+3)

### Semifinales
| Fecha | Hora² | Partido¹ | Partido¹ | Partido¹  | Resultado |
| ----- | ----- | -------- | -------- | --------- | --------- |
| 12.05 | 15:15 | Rusia    | -        | Finlandia | 1-2       |
| 12.05 | 19:15 | Canadá   | -        | Suecia    | 4-1       |

- (¹) -  Todos en la Arena Khodinka
- (²) -  Hora local de Moscú (UTC+3)

### Tercer puesto
| Fecha | Hora² | Partido¹ | Partido¹ | Partido¹ | Resultado |
| ----- | ----- | -------- | -------- | -------- | --------- |
| 13.05 | 16:15 | Rusia    | -        | Suecia   | 3-1       |

### Final
| Fecha | Hora² | Partido¹ | Partido¹ | Partido¹  | Resultado |
| ----- | ----- | -------- | -------- | --------- | --------- |
| 13.05 | 20:15 | Canadá   | -        | Finlandia | 4-2       |

- (¹) -  En la Arena Khodinka
- (²) -  Hora local de Moscú (UTC+3)

## Medallero
|        |           |       |
| Canadá | Finlandia | Rusia |

## Estadísticas

### Clasificación general
| 1. Canadá          |
| 2. Finlandia       |
| 3. Rusia           |
| 4. Suecia          |
| 5. Estados Unidos  |
| 6. Eslovaquia      |
| 7. República Checa |
| 8. Suiza           |
| 9. Alemania        |
| 10. Dinamarca      |
| 11. Bielorrusia    |
| 12. Italia         |
| 13. Letonia        |
| 14. Noruega        |
| 15. Austria        |
| 16. Ucrania        |

### Máximos goleadores
| Puesto | Nombre           | País           | Goles |
| ------ | ---------------- | -------------- | ----- |
| 1      | Alexei Morozov   | Rusia          | 8     |
| 2      | Johan Davidsson  | Suecia         | 7     |
| 3      | Matthew Lombardi | Canadá         | 6     |
| 3      | Rick Nash        | Canadá         | 6     |
| 3      | Lee Stempniak    | Estados Unidos | 6     |